# Râul Izvorul Bârlogului
Râul Izvorul Bârlogului este un curs de apă, în județul Maramureș, afluent al  râul Izvorul Rece. 

## Hărți
- Harta județului Maramureș
- Harta muntii Gutâi  Arhivat în 4 martie 2016, la Wayback Machine.